# Indicador ambiental
Los Indicadores ambientales (no confundir con bioindicadores) son parámetros empleados para la evaluación del estado de un sistema ambiental complejo (como el clima, un paisaje o un ecosistema) que de otro modo resultarían difíciles de medir o evaluar. Los indicadores ambientales ayudan a seguir los avances en el logro de objetivos ambientales (por ejemplo, de los objetivos del desarrollo sostenible incluidos en los Objetivos del Milenio para el Desarrollo), su uso facilita la vigilancia y la toma de decisiones.
Según la Organización para la Cooperación y el Desarrollo Económico, la OCDE, un indicador es "un parámetro, o el valor resultante de un conjunto de parámetros, que ofrece información sobre un fenómeno, y que posee un significado más amplio que el estrictamente asociado a la configuración del parámetro".
Como ha sido la práctica desde que se empezaron a usar los indicadores, estos se clasifican en una de las siguientes tres categorías:
- Tipo I: Significa que se cuenta con data disponible, generada por monitoria constante.
- Tipo II: para este tipo de indicador hay data completa o parcial generada por monitoria constante, pero se necesita data adicional o más amplia, así como mayor análisis y manejo de la misma antes de poder presentar una tendencia o estatus.
- Tipo III: Se trata de un indicador conceptual para el que no hay suficientes datos disponibles.

Esta clasificación es importante y útil ya que nos indica dónde hay o no hay datos disponibles suficientes y dónde hace falta mejorar su disponibilidad, ya sea en su recopilación, análisis u organización.

## Principales indicadores relacionados con el consumo de energía

### Intensidad energética
Mediante el indicador de intensidad y  energética  se busca medir y ponderar la relación entre el consumo energético total y su resultante rendimiento económico en términos del producto interno bruto (PIB). La evaluación de estas variables permite tener una idea general de cuan eficiente o productive es la sociedad, en términos del consumo energético, y cuanto depende dicha sociedad del consumo energético para sostener sus actividades productivas y desarrollo socioeconómico. Además, los resultados de este indicador pueden representar una herramienta útil para definir estrategias de desarrollo que redunden en un alto rendimiento económico y un menor consumo energético. En otras palabras, es una medida de la eficiencia energética de la economía de una nación.
Considerando que en muchos países esta en curso un cambio importante en la Matriz energética, puede considerarse separadamente el indicador de Intensidad energética de fuentes renovables y de fuentes no renocables.

#### Limitaciones del indicador
De las limitaciones que presenta este indicador podemos mencionar las siguientes:
- Las cifras de consumo energético, generalmente, se limitan a la sumatoria del consumo de energía eléctrica, suministrada por las empresas de energía eléctrica, debiendo incrementar la producción de energía eléctrica de pequeños productores y del autoproductor de energía eléctrica.
- Generalmente no incorporan el consumo en combustible del sector de la transportación y en las máquinas de uso agrícola, los cuales podrían representar un renglón de mayor consumo en términos energéticos. Sin embargo esta energía puede ser incorporada considerando los kWh equivalentes de los diversos combustibles.
- en Las cifras del PIB no miden, en general, la producción y alcance de la economía informal, la cual representa un sector importante dentro de la generación de ingreso y empleo, principalmente en los países en desarrollo.

### Consumo energético por cada sector
Por medio de este indicador se puede conocer el comportamiento del consumo promedio de energía anual en el sector residencial, comercial e industrial. Es importante saber el nivel de consumo eléctrico de estos sectores para de esta forma establecer estrategias de manejo y conservación de energía ajustadas a las características y necesidades de cada sector. Lo que permite ponderar las necesidades actuales y futuras de estos sectores para planificar la infraestructura (generación, transmisión y distribución) que el país demanda para sostener su desarrollo.